# Englewood (New Jersey)
Pour les articles homonymes, voir Englewood.
Englewood est une commune américaine située dans le comté de Bergen (New Jersey). Elle comptait 26 203 habitants lors du dernier recensement, en 2000.
Elle a une certaine notoriété dans le monde des Lettres en raison de l'implantation de la Helicon home colony par l'écrivain Upton Sinclair en 1906-1907.
Le pianiste de jazz Thelonious Monk (1917-1982) y mourut d'un AVC en 1982 ainsi que le trompettiste de jazz Dizzy Gillespie en 1993. La franco-américaine Suzanne Caubet, actrice à Broadway, y mourut en 1980.